# Liste der fördernden Unternehmen nach Treibhausgas-Emissionen
Die Liste der fördernden Unternehmen nach Treibhausgas-Emissionen sortiert die Förderunternehmen mit dem weltweit höchsten CO2-Äquivalent-Potential von Treibhausgasen ihrer Förderprodukte, sei es Erdöl, Erdgas oder Kohle. Die angegebenen Treibhausgasemissionen basieren auf Daten und Schätzungen des Carbon Disclosure Project und des Climate Accountability Institute der Unternehmen mit den höchsten Treibhausgas-Emissionen. Die Liste enthält die absoluten Emissionen und den Prozentsatz am Weltausstoß an Treibhausgasen. Die Emissionen werden entsprechend dem GHG-Protocol-Standard des  World Resources Institute (WRI) und des World Business Council for Sustainable Development (WBCSD) kategorisiert.
Die Emissionswerte sind die Summe bestimmter Scope 1- und Scope 3-Emissionen. Scope 1-Emissionen stammen aus Emissionsquellen innerhalb der betrachteten Systemgrenzen, Scope 3-Emissionen sind sämtliche übrigen Emissionen, die durch die Unternehmenstätigkeit verursacht werden, aber nicht unter der Kontrolle des Unternehmens stehen. Um, nach den Prinzipien des Carbon Accounting, Doppelzählungen zu vermeiden, werden von den Scope 1-Emissionen nur die berücksichtigt, die durch die Extraktion fossiler Brennstoffe verursacht werden. Von den Scope 3-Emissionen werden nur die herangezogen, die aus der Nutzung der vertriebenen Produkte resultieren. Diese Kategorie macht typischerweise mehr als 90 % der einem fossilen Unternehmen insgesamt zurechenbaren Emissionen aus. Durch die Wahl dieser Emissionskategorien stellt die Liste eine produzentenorientierte Sicht der Treibhausgasemissionen dar; Emissionen werden dem Unternehmen zugerechnet, das die genutzten fossilen Brennstoffe gefördert hat, ohne Berücksichtigung des eigentlichen Verbrauchers.
Die Emissionsmengen werden dabei in CO2-Äquivalente umgerechnet. Die Prozentwerte sind der Anteil an den weltweiten anthropogenen Treibhausgasemissionen (ohne Landnutzungsänderungen und ohne Methanemissionen aus Land- und Abfallwirtschaft und anderen nicht-industriellen Quellen, aber einschließlich Zementherstellung und weiteren prozessbedingten Emissionen von CO2 und anderen Treibhausgasen).

## Liste (2015)
Folgende Unternehmen hatten 2015 das höchste Förderpotential an den weltweiten Emissionen in Millionen Tonnen CO2-Äquivalente (CO2-eq).
| Rang  | Unternehmen                             | Land                               | Besitzverhältnis | Emissionen | Weltanteil in Prozent |
| ----- | --------------------------------------- | ---------------------------------- | ---------------- | ---------- | --------------------- |
| 1     | Saudi Aramco                            | Saudi-Arabien                      | Staatlich        | 1.951      | 4,6                   |
| 2     | Gazprom                                 | Russland                           | Staatlich        | 1.138      | 2,7                   |
| 3     | National Iranian Oil Company            | Iran                               | Staatlich        | 1.036      | 2,4                   |
| 4     | Coal India                              | Indien                             | Staatlich        | 1.025      | 2,4                   |
| 5     | China Shenhua Energy                    | Volksrepublik China                | Staatlich        | 1.001      | 2,4                   |
| 6     | Rosneft                                 | Russland                           | Staatlich        | 777        | 1,8                   |
| 7     | China National Petroleum Corporation    | Volksrepublik China                | Staatlich        | 625        | 1,5                   |
| 8     | Abu Dhabi National Oil Company          | Vereinigte Arabische Emirate       | Staatlich        | 584        | 1,4                   |
| 9     | ExxonMobil                              | Vereinigte Staaten                 | Privat           | 577        | 1,4                   |
| 10    | PEMEX                                   | Mexiko                             | Staatlich        | 530        | 1,3                   |
| 11    | Royal Dutch Shell                       | Niederlande Vereinigtes Königreich | Privat           | 508        | 1,2                   |
| 12    | Sonatrach                               | Algerien                           | Staatlich        | 492        | 1,2                   |
| 13    | Kuwait Petroleum Corporation            | Kuwait                             | Staatlich        | 478        | 1,1                   |
| 14    | BP                                      | Vereinigtes Königreich             | Privat           | 448        | 1,1                   |
| 15    | Qatar Petroleum                         | Katar                              | Staatlich        | 414        | 1,0                   |
| 16    | Petróleos de Venezuela                  | Venezuela                          | Staatlich        | 398        | 0,9                   |
| 17    | Peabody Energy                          | Vereinigte Staaten                 | Privat           | 397        | 0,9                   |
| 18    | Iraq National Oil Company               | Irak                               | Staatlich        | 391        | 0,9                   |
| 19    | Petrobras                               | Brasilien                          | Staatlich        | 382        | 0,9                   |
| 20    | Chevron Corporation                     | Vereinigte Staaten                 | Privat           | 377        | 0,9                   |
| 21    | Datong Coal Mining                      | Volksrepublik China                | Staatlich        | 365        | 0,9                   |
| 22    | China National Coal                     | Volksrepublik China                | Staatlich        | 350        | 0,8                   |
| 23    | Petronas                                | Malaysia                           | Staatlich        | 340        | 0,8                   |
| 24    | Nigerian National Petroleum Corporation | Nigeria                            | Staatlich        | 329        | 0,8                   |
| 25    | Lukoil                                  | Russland                           | Privat           | 328        | 0,8                   |
| 26    | Glencore                                | Schweiz                            | Privat           | 322        | 0,8                   |
| 27    | BHP Group                               | Australien Vereinigtes Königreich  | Privat           | 317        | 0,7                   |
| 27    | Shanxi Coking Coal                      | Volksrepublik China                | Staatlich        | 317        | 0,7                   |
| 29    | Shandong Energy                         | Volksrepublik China                | Staatlich        | 314        | 0,7                   |
| 30    | Total                                   | Frankreich                         | Privat           | 311        | 0,7                   |
| 31    | Shaanxi Coal and Chemical Industry      | Volksrepublik China                | Staatlich        | 296        | 0,7                   |
| 32    | Kohleunternehmen (Polen)                | Polen                              | Staatlich/Privat | 291        | 0,7                   |
| 33    | Yankuang Group                          | Volksrepublik China                | Staatlich        | 256        | 0,6                   |
| 34    | Arch Coal                               | Vereinigte Staaten                 | Privat           | 232        | 0,5                   |
| 35    | Eni                                     | Italien                            | Privat           | 231        | 0,5                   |
| 35    | Equinor                                 | Norwegen                           | Staatlich        | 231        | 0,5                   |
| 37    | Türkmengaz                              | Turkmenistan                       | Staatlich        | 230        | 0,5                   |
| 38    | ConocoPhillips                          | Vereinigte Staaten                 | Privat           | 224        | 0,5                   |
| 39    | Kohleunternehmen (Kasachstan)           | Kasachstan                         | Staatlich/Privat | 222        | 0,5                   |
| 40    | SUEK                                    | Russland                           | Privat           | 218        | 0,5                   |
| 41    | Henan Energy and Chemical Industry      | Volksrepublik China                | Staatlich        | 215        | 0,5                   |
| 41    | Anglo American                          | Vereinigtes Königreich             | Privat           | 215        | 0,5                   |
| 43    | Jizhong Energy                          | Volksrepublik China                | Staatlich        | 213        | 0,5                   |
| 44    | Surgutneftegas                          | Russland                           | Privat           | 212        | 0,5                   |
| 45    | Shanxi Jincheng Anthracite Coal Mining  | Volksrepublik China                | Staatlich        | 204        | 0,5                   |
| 46    | Bumi Resources                          | Indonesien                         | Privat           | 200        | 0,5                   |
| 47    | Sinopec                                 | Volksrepublik China                | Staatlich        | 197        | 0,5                   |
| 48    | Kailuan Group                           | Volksrepublik China                | Staatlich        | 192        | 0,5                   |
| 49    | China National Offshore Oil             | Volksrepublik China                | Staatlich        | 187        | 0,4                   |
| 50    | Shanxi Lu’an Mining                     | Volksrepublik China                | Staatlich        | 181        | 0,4                   |
| Summe |                                         |                                    |                  | 21.269     | 49,9                  |

## Liste (kumuliert 1988–2015)
Folgende Unternehmen hatten von 1988 bis 2015 das kumuliert höchste Förderpotential an den weltweiten Emissionen in Millionen Tonnen CO2-Äquivalente (CO2-eq).
| Rang  | Unternehmen                             | Land                               | Besitzverhältnis | Emissionen | Weltanteil in Prozent |
| ----- | --------------------------------------- | ---------------------------------- | ---------------- | ---------- | --------------------- |
| 1     | Kohleunternehmen (Volksrepublik China)  | Volksrepublik China                | Staatlich/Privat | 128.933    | 14,3                  |
| 2     | Saudi Aramco                            | Saudi-Arabien                      | Staatlich        | 40.561     | 4,5                   |
| 3     | Gazprom                                 | Russland                           | Staatlich        | 35.221     | 3,9                   |
| 4     | National Iranian Oil Company            | Iran                               | Staatlich        | 20.505     | 2,3                   |
| 5     | ExxonMobil                              | Vereinigte Staaten                 | Privat           | 17.785     | 2,0                   |
| 6     | Coal India                              | Indien                             | Staatlich        | 16.842     | 1,9                   |
| 7     | PEMEX                                   | Mexiko                             | Staatlich        | 16.804     | 1,9                   |
| 8     | Kohleunternehmen (Russland)             | Russland                           | Staatlich/Privat | 16.740     | 1,9                   |
| 9     | Royal Dutch Shell                       | Niederlande Vereinigtes Königreich | Privat           | 15.017     | 1,7                   |
| 10    | China National Petroleum Corporation    | Volksrepublik China                | Staatlich        | 14.042     | 1,6                   |
| 11    | BP                                      | Vereinigtes Königreich             | Privat           | 13.791     | 1,5                   |
| 12    | Chevron Corporation                     | Vereinigte Staaten                 | Privat           | 11.823     | 1,3                   |
| 13    | Petróleos de Venezuela                  | Venezuela                          | Staatlich        | 11.079     | 1,2                   |
| 14    | Abu Dhabi National Oil Company          | Vereinigte Arabische Emirate       | Staatlich        | 10.769     | 1,2                   |
| 15    | Kohleunternehmen (Polen)                | Polen                              | Staatlich/Privat | 10.480     | 1,2                   |
| 16    | Peabody Energy                          | Vereinigte Staaten                 | Privat           | 10.364     | 1,2                   |
| 17    | Sonatrach                               | Algerien                           | Staatlich        | 8.997      | 1,0                   |
| 18    | Kuwait Petroleum Corporation            | Kuwait                             | Staatlich        | 8.961      | 1,0                   |
| 19    | Total                                   | Frankreich                         | Privat           | 8.541      | 0,9                   |
| 20    | BHP Group                               | Australien Vereinigtes Königreich  | Privat           | 8.183      | 0,9                   |
| 21    | ConocoPhillips                          | Vereinigte Staaten                 | Privat           | 7.463      | 0,9                   |
| 22    | Petrobras                               | Brasilien                          | Staatlich        | 6.907      | 0,8                   |
| 23    | Lukoil                                  | Russland                           | Privat           | 6.750      | 0,8                   |
| 24    | Rio Tinto Group                         | Australien Vereinigtes Königreich  | Privat           | 6.743      | 0,7                   |
| 25    | Nigerian National Petroleum Corporation | Nigeria                            | Staatlich        | 6.491      | 0,7                   |
| 26    | Petronas                                | Malaysia                           | Staatlich        | 6.185      | 0,7                   |
| 27    | Rosneft                                 | Russland                           | Staatlich        | 5.866      | 0,7                   |
| 28    | Arch Coal                               | Vereinigte Staaten                 | Privat           | 5.696      | 0,6                   |
| 29    | Iraq National Oil Company               | Irak                               | Staatlich        | 5.362      | 0,6                   |
| 30    | Eni                                     | Italien                            | Privat           | 5.319      | 0,6                   |
| 31    | Anglo American                          | Vereinigtes Königreich             | Privat           | 5.287      | 0,6                   |
| 32    | Surgutneftegas                          | Russland                           | Privat           | 5.135      | 0,6                   |
| 33    | Alpha Natural Resources                 | Vereinigte Staaten                 | Privat           | 4.904      | 0,5                   |
| 34    | Qatar Petroleum                         | Katar                              | Staatlich        | 4.901      | 0,5                   |
| 35    | Pertamina                               | Indonesien                         | Staatlich        | 4.857      | 0,5                   |
| 36    | Kohleunternehmen (Kasachstan)           | Kasachstan                         | Staatlich/Privat | 4.735      | 0,5                   |
| 37    | Equinor                                 | Norwegen                           | Staatlich        | 4.695      | 0,5                   |
| 38    | National Oil Corporation                | Libyen                             | Staatlich        | 4.526      | 0,5                   |
| 39    | Consol Energy                           | Vereinigte Staaten                 | Privat           | 4.495      | 0,5                   |
| 40    | Kohleunternehmen (Ukraine)              | Ukraine                            | Staatlich/Privat | 4.429      | 0,5                   |
| 41    | RWE                                     | Deutschland                        | Privat           | 4.201      | 0,5                   |
| 42    | Oil and Natural Gas Corporation         | Indien                             | Staatlich        | 3.560      | 0,4                   |
| 43    | Glencore                                | Schweiz                            | Privat           | 3.387      | 0,4                   |
| 44    | Türkmengaz                              | Turkmenistan                       | Staatlich        | 3.217      | 0,4                   |
| 45    | Sasol                                   | Südafrika                          | Privat           | 3.195      | 0,4                   |
| 46    | Repsol                                  | Spanien                            | Privat           | 2.996      | 0,3                   |
| 47    | Anadarko Petroleum                      | Vereinigte Staaten                 | Privat           | 2.991      | 0,3                   |
| 48    | Egyptian General Petroleum              | Ägypten                            | Staatlich        | 2.827      | 0,3                   |
| 49    | Petroleum Development Oman              | Oman                               | Staatlich        | 2.769      | 0,3                   |
| 50    | Kohleunternehmen (Tschechien)           | Tschechien                         | Staatlich/Privat | 2.706      | 0,3                   |
| Summe |                                         |                                    |                  | 568.033    | 63,3                  |

## Liste (kumuliert 1965–2017)
Folgende Unternehmen hatten von 1965 bis 2017 das kumuliert höchste Förderpotential an den weltweiten Emissionen in Millionen Tonnen CO2-Äquivalente (CO2-eq).
| Rang  | Unternehmen                          | Land                               | Besitzverhältnis | Emissionen | Weltanteil in Prozent |
| ----- | ------------------------------------ | ---------------------------------- | ---------------- | ---------- | --------------------- |
| 1     | Saudi Aramco                         | Saudi-Arabien                      | Staatlich        | 59.262     | 4,38                  |
| 2     | Chevron Corporation                  | Vereinigte Staaten                 | Privat           | 43.345     | 3,20                  |
| 3     | Gazprom                              | Russland                           | Staatlich        | 43.230     | 3,19                  |
| 4     | ExxonMobil                           | Vereinigte Staaten                 | Privat           | 41.904     | 3,09                  |
| 5     | National Iranian Oil Company         | Iran                               | Staatlich        | 35.658     | 2,63                  |
| 6     | BP                                   | Vereinigtes Königreich             | Privat           | 34.015     | 2,51                  |
| 7     | Royal Dutch Shell                    | Niederlande Vereinigtes Königreich | Privat           | 31.948     | 2,36                  |
| 8     | Coal India                           | Indien                             | Staatlich        | 23.124     | 1,71                  |
| 9     | PEMEX                                | Mexiko                             | Staatlich        | 22.645     | 1,67                  |
| 10    | Petróleos de Venezuela               | Venezuela                          | Staatlich        | 15.745     | 1,16                  |
| 11    | China National Petroleum Corporation | Volksrepublik China                | Staatlich        | 15.632     | 1,15                  |
| 12    | Peabody Energy                       | Vereinigte Staaten                 | Privat           | 15.385     | 1,14                  |
| 13    | ConocoPhillips                       | Vereinigte Staaten                 | Privat           | 15.229     | 1,12                  |
| 14    | Abu Dhabi National Oil Company       | Vereinigte Arabische Emirate       | Staatlich        | 13.840     | 1,01                  |
| 15    | Kuwait Petroleum Corporation         | Kuwait                             | Staatlich        | 13.479     | 1,00                  |
| 16    | Iraq National Oil Company            | Irak                               | Staatlich        | 12.596     | 0,93                  |
| 17    | Total                                | Frankreich                         | Privat           | 12.352     | 0,91                  |
| 18    | Sonatrach                            | Algerien                           | Staatlich        | 12.302     | 0,91                  |
| 19    | BHP Group                            | Australien Vereinigtes Königreich  | Privat           | 9.802      | 0,72                  |
| 20    | Petrobras                            | Brasilien                          | Staatlich        | 8.676      | 0,64                  |
| Summe |                                      |                                    |                  | 480.169    | 35,43                 |